# Dorje Lhakpa
Dorje Lhakpa är ett berg i Langtang-regionen i Nepal, som är 6 966 högt . Från Kathmandudalen eller Nagarkot är berget synligt som en vacker pyramid och det ideala målet för fotografer och bergsklättrare. Bland klättrare anses den var måttligt svår att klättra, med den lättaste rutten via Västryggen. Klättring i Dorje Lhakpa erbjuds av många friluftsföretag och bergsguider i Nepal.

## Bestigningar
Det första försöket att bestiga berget ryktas ha varit en japansk expedition på sent 1960-tal som besteg berget utan tillstånd. Klättringen skedde längs den lättaste rutten, efter Västryggen, och ska ha varit framgångsrik.
Den första officiella bestigningen gjordes 18 oktober 1981 av en nepalesisk-japansk expedition längs Västryggen. Klättrarna hette Pemba Tsering, Kazunari Murakami, Eiichi Shingyoji, Kunio Kataoka och Makoto Anbe.
En tysk-nepalesisk expedition med Klaus Stark som ledare klättrade 1986 berget på sydsidan från Balephi Khola. Övriga expeditionsmedlemmar var Mathias Rau, Helmut Müller, Bernd Mayer, Thomas Oeser, Ang Pasang (Sirdar) och Pemba Tharke. Den 7 november 1986 nådde Helmut Müller och Bernd Mayer toppen, var för sig, efter att ha klättrat Västryggen.
1989 gjordes ett toppförsök av en italiensk expedition med sju medlemmar, återigen söderifrån via Västryggen. Expeditionen avbröts på 6100 meters höjd på grund av svåra snöförhållanden och lavinrisk.
1991 lyckades en ny tysk expedition bestiga berget via Västryggen.
1992 gjorde Carlos Buhler den första framgångsrika ensambestigningen. Planen hade inte varit solobestigning, men Buhlers parkamrat Jon Aylward insjuknade i baslägret, så att Buhler fick klättra själv. Ensamklättringen har beskrivits av Buhler i en artikel i American Alpine Journal, "Alone on Dorje Lhakpa".
En sydkoreansk expedition gjorde 1992 en vinterbestigning av berget. Den 16 december nådde expeditionsmedlemmarna Song Ki-Bo (expeditionsledare), Jung Woo-Chang och Ang Kami Sherpa toppen.
Ett fransk-nepalesiskt åttamannateam nådde toppen den 21 oktober 2001. Det var expeditionens ledare Grenier Phillippe tillsammans med klättrarna De Sommer Maro, Tenzi Sherpa och blott 18-årige Pema Tshering Sherpa.

## Bildgalleri

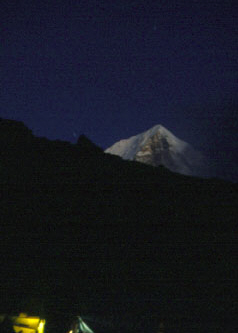
Dorje Lhakpa fri nattlig vy från baslägret.
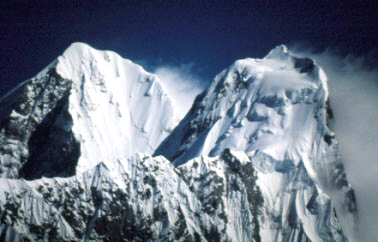
Moln över Dorje Lhakpa.